# Frederic Vystavel
Frederic Vystavel (født 29. august 1993) er en dansk roer. Han vandt sammen med Joachim Sutton bronze ved sommer-OL 2020 i toer uden styrmand.

## Karriere
Vystavel er opvokset i England og begyndte at ro ved Eton College som 15-årig. Han var på det britiske ungdomslandshold og vandt her sølvmedalje ved junior-VM i 2011, men valgte at ro for Danmark. Han mødte Sutton i 2018, da de hver især gik på universiteter i USA. Vystavel gik fire år på Princeton, hvor han tog en bachelorgrad i antropologi, mens Sutton gik på Berkeley.
For Danmark havde han første rang roet firer uden styrmand uden større succes, men da han i 2020 kom til at ro sammen med Sutton i toer uden styrmand, gik det snart bedre. De blev nummer seks ved EM samme år og nummer otte ved EM i 2021. Ved OL-kvalifikationsstævnet i Luzern i maj samme år blev de nummer to, hvilket var nok til at komme med til OL 2020 (afholdt i 2021).
Ved OL indledte Vystavel og Sutton med at blive nummer to i indledende heat, hvorpå de også blev nummer to i semifinalen. I finalen var de to kroatiske brødre Martin og Valent Sinković, der havde besejret danskerne i indledende heat, suveræne og vandt guld, mens Marius Cozmiuc og Ciprian Tudosă, som besejrede danskerne i semifinalen, vandt sølv, men danskerne holdt akkurat den canadiske båd bag sig og vandt bronze.